# Amata (heilige)
Amata van Assisi (ook Amata Offreduccio) (Assisi (Umbrië), ? - aldaar, c. 1250) was de nicht van Clara van Assisi.
Amata leidde aanvankelijk een luxe leven, als kind van een vooraanstaande familie, maar trad, na een bezoek van (en mogelijk genezing door) haar tante, toe tot de Clarissen. Een uiterst strikt kloosterleven sloot een vriendschap met Dominicus Guzman.
Ze werd heilig verklaard en haar feestdag is op 20 februari.